# 35 Pułk Czołgów

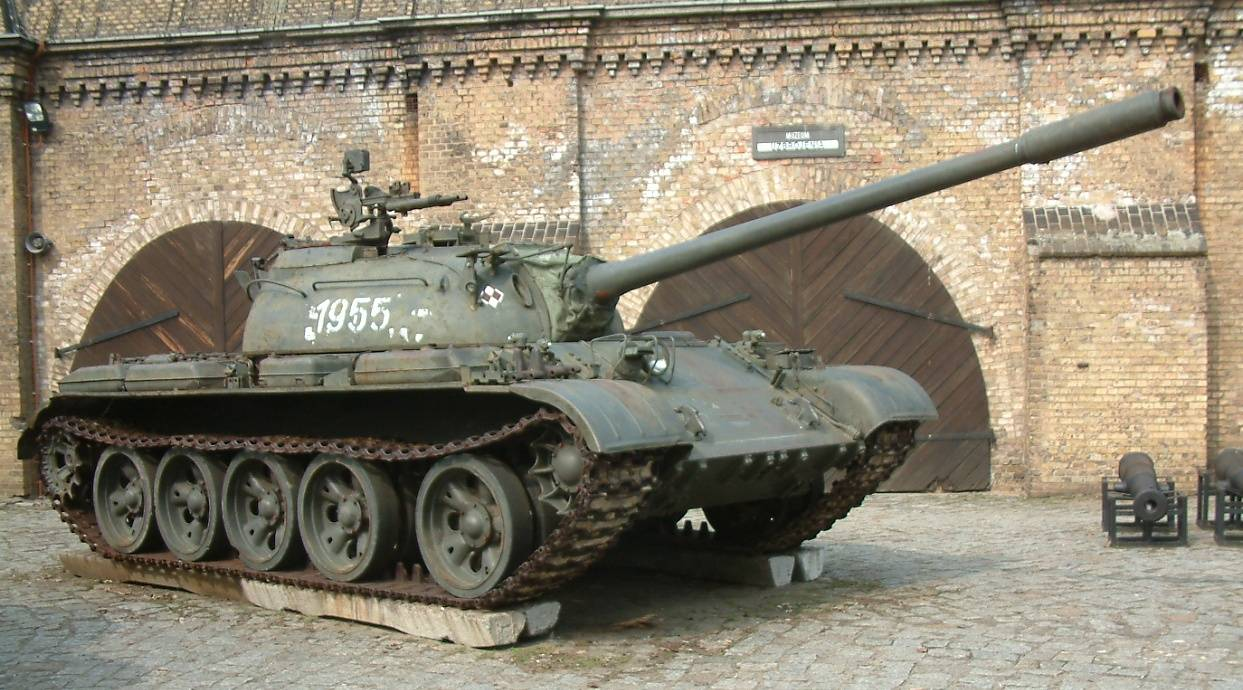
Czołg podstawowy pułku -T-55

35 Pułk Czołgów Średnich im. Ludowych Gwardzistów Warszawy (35 pcz) – oddział wojsk pancernych ludowego Wojska Polskiego.

## Formowanie i zmiany organizacyjne
W 1954 r., w garnizonie Ostróda, został sformowany 35 ciężki pułk czołgów i artylerii pancernej. Pułk wchodził w skład 15 Dywizji Zmechanizowanej im. Gwardii Ludowej. W 1955, w terminie do 20 grudnia 1955, jednostka przeformowana została w 35 batalion czołgów i artylerii pancernej. W 1957 r. batalion przeformowano na 35 pułk czołgów i artylerii pancernej. W 1961 pułk ten przeformowano na 35 pułk czołgów średnich. W latach 80. XX w. w pułku funkcjonowała Szkoła Młodszych Specjalistów szkoląca mechaników-kierowców czołgów dla potrzeb innych jednostek. Pułk rozformowano w 1989.

## Struktura organizacyjna
Dowództwo i sztab
- 5 kompanii czołgów - 16 T-55
- bateria przeciwlotnicza (6 x ZU-23-2 + 4 x S-2)
- kompania rozpoznawcza (7 x BRDM-2)
- kompania saperów - 4 BLG, BRDM-2, 5 SKOT
- kompania łączności
- kompania medyczna
- kompania remontowa
- kompania zaopatrzenia
- pluton ochrony i regulacji ruchu
- pluton chemiczny

## Dowódcy pułku
- mjr dypl. Julian Babula (1974–1976)
- płk dypl. Florczak
- ppłk dypl. Zbigniew Pęczek
- mjr dypl. Adam Kot
- ppłk dypl. Klembalski

Oficerowie:
- Zenon Werner